# Insieme a te non ci sto più/Il dolce volo
Insieme a te non ci sto più/Il dolce volo è un singolo di  Caterina Caselli del 1968.

## Tracce
1. Insieme a te non ci sto più – 2:48 (testo: Vito Pallavicini – musica: Paolo Conte)
2. Il dolce volo – 2:45 (testo: Vito Pallavicini – musica: Paolo Conte)

## Descrizione
Il primo brano, oltre ad avere avuto un discreto successo iniziale, toccando il secondo posto della Hit parade italiana, è divenuto un classico della musica leggera italiana, tanto che è stato reinterpretato da diversi artisti tra cui Ornella Vanoni, Franco Battiato, Claudio Baglioni, Alessandro Haber, Avion Travel, Rita Pavone, Elisa, Gianna Nannini, Giusy Ferreri, Malika Ayane.
La Caselli stessa dichiarò che Insieme a te non ci sto più è il brano preferito del suo repertorio.
Ha fatto parte della colonna sonora di vari film, quali Bianca e La stanza del figlio, Tu la conosci Claudia? e Manuale d'amore, nonché Arrivederci amore, ciao (2006), in cui il brano (da cui è tratto anche il titolo del film) è stato appositamente ricantato dalla Caselli con la produzione di Roberto Vernetti: in questa occasione ha anche vinto il David Di Donatello come Miglior Canzone. Il film, diretto da Michele Soavi, è tratto dall'omonimo romanzo di Massimo Carlotto. Nel 2016 è presente nella colonna sonora dello sceneggiato televisivo di Rai 1 Tutto può succedere.